# Hermanos (álbum de Dread Mar-I)
Hermanos es el segundo álbum solista de Dread Mar-I, lanzado el 5 de enero de 2007.
En 2006 participó de la primera edición del clásico festival Bob Marley Day. Se presentó en la misma noche que The Peter Tosh Band y The Wailers ante un estadio Luna Park repleto, con 8 mil espectadores.
Además de colaborar en los coros de Los Cafres, y en dos conciertos por la costa Argentina reemplazar a Bonetto, editó en 2006 su segunda placa solista: "Hermanos". Para su grabación, realizada entre julio y septiembre de 2006, fue acompañado por su banda Los Guerreros del Rey, integrada por Fabián "Pigu" Loredo, Mono, Alejandro Ramos, Lucas Colamusi, Adrián Romero y Martín Gariglio. Además. El álbum contó con las participaciones especiales de Guillermo Bonetto, Claudio Illiobre, Santiago Castellani y Fabián Silva.
Castro, ya como Dread Mar-I, también participó en el festival Pepsi Music y junto a su banda, Los Guerreros del Rey, realizó una gira presentación por el interior del país y varios shows en Capital Federal, a sala completa en Niceto.

## Lista de canciones
Toda la música compuesta por Dread Mar-I. 
| N.º   | Título                 | Duración |  |
| 1.    | «Promesas»             | 3:26     |  |
| 2.    | «Aunque Digan»         | 3:57     |  |
| 3.    | «Fuerte Amor»          | 3:03     |  |
| 4.    | «Ángel Castro»         | 3:50     |  |
| 5.    | «Hablan»               | 3:25     |  |
| 6.    | «Aprendere»            | 3:08     |  |
| 7.    | «Soldado»              | 3:02     |  |
| 8.    | «Mi Bendición»         | 2:57     |  |
| 9.    | «El Rey»               | 3:54     |  |
| 10.   | «La Verdad»            | 2:26     |  |
| 11.   | «Malvado»              | 2:59     |  |
| 12.   | «Otoño»                | 3:34     |  |
| 13.   | «Niño Hombre»          | 3:40     |  |
| 14.   | «La Riqueza»           | 3:12     |  |
| 15.   | «La Misión»            | 4:22     |  |
| 16.   | «Libre Como El Viento» | 4:19     |  |
| 55:28 |                        |          |  |

- Datos: Q25415486